# Королевский пингвин
Королевский пингвин (лат. Aptenodytes patagonicus) — нелетающая птица из семейства пингвиновых (Spheniscidae), один из всего двух видов, относящихся к роду императорских пингвинов.

## Общая характеристика
Королевский пингвин похож на императорского, отличаясь немного меньшими размерами и более яркой окраской. Длина тела у него до 1 м, тогда как у императорского — около 1,5 м. У взрослого королевского пингвина выделяются яркие оранжевые пятна по бокам чёрной головы и под шеей (в верхней части груди), на спине оперение серого цвета, на груди и брюхе — белого. Птенцы покрыты пухом бурого цвета (у императорского пингвина — белого или серовато-белого).

## Распространение
Королевский пингвин гнездится на островах Огненная Земля, Южная Георгия, Южные Сандвичевы острова, Принс-Эдуард, острова Крозе, Кергелен, Херд, Маккуори.
Мировая популяция составляет более 1 миллиона пар.

## Образ жизни

### Поведение
Королевские пингвины — прекрасные ныряльщики: они могут погружаться на глубину 343 м, тогда как обычный показатель для пингвинов — 100—250 м,  и оставаться под водой до 9,2 мин при обычных для пингвинов 2—6 мин.

### Размножение

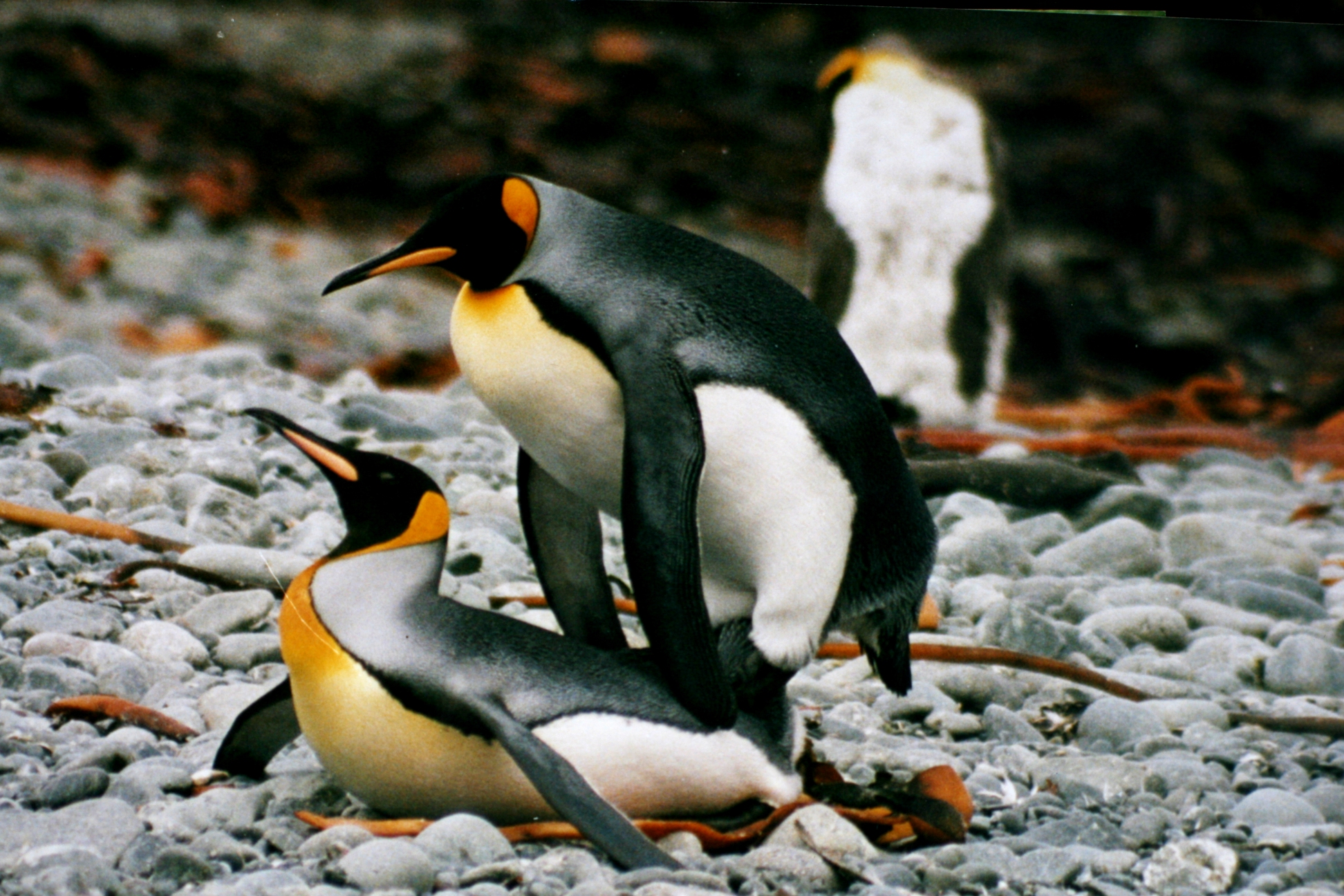
Спаривание королевских пингвинов

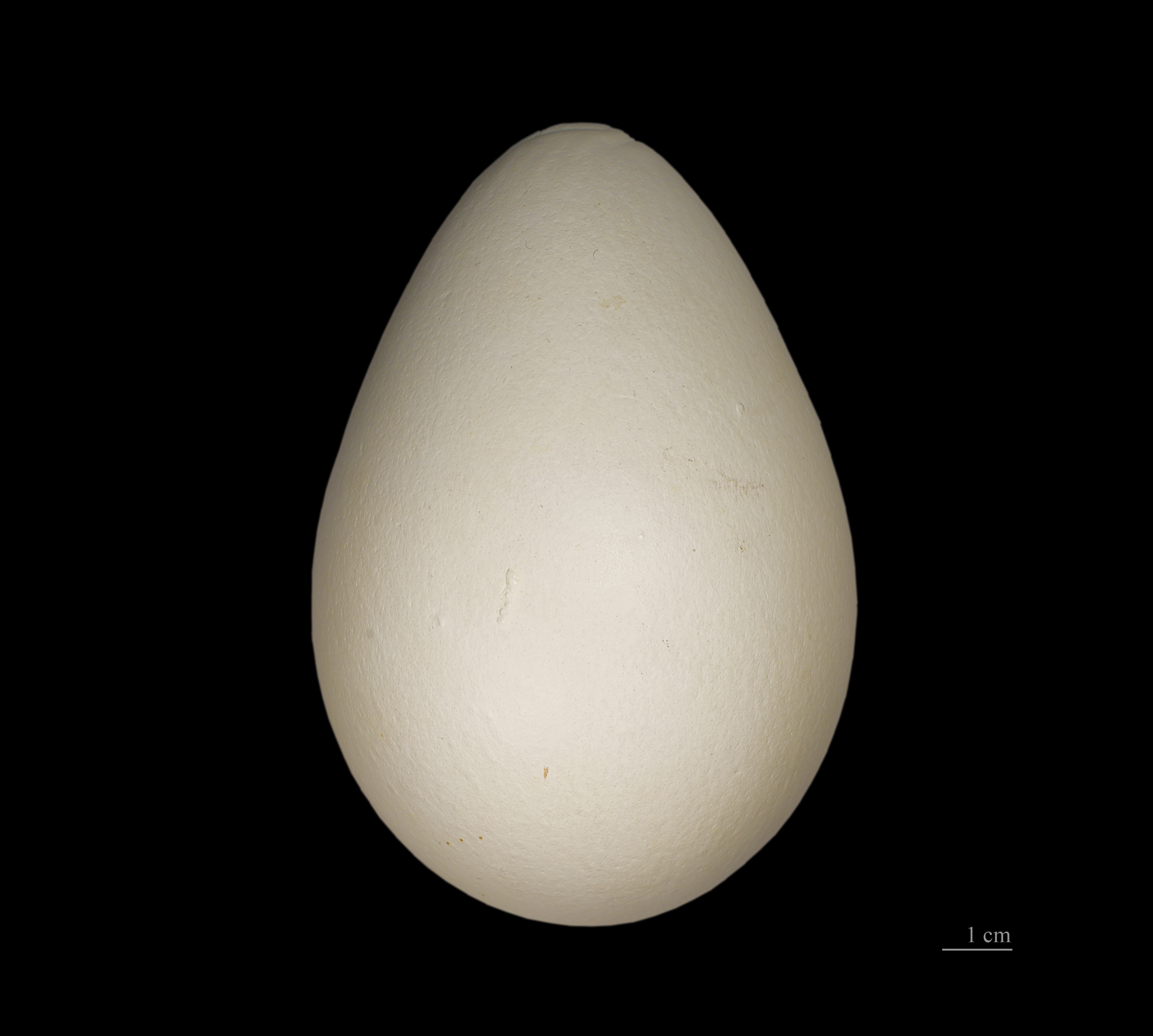
Яйцо королевского пингвина

Королевские пингвины гнездятся колониями на твёрдых поверхностях, в основном на скалах. Готовый к размножению самец прохаживается через колонию, покачивая головой и таким образом демонстрируя самкам оранжевые пятна на голове, свидетельствующие о половой зрелости. Время от времени он издаёт призывные крики, подняв при этом клюв к небу. Заинтересованная самка приближается к самцу. Иногда происходят жестокие драки за самок, во время которых самцы яростно бьют друг друга крыльями. Когда самка делает свой выбор, начинается красивый брачный танец. Пингвины то с криком поднимают голову к небесам, то роняют её, словно внезапно обессилев. Каждая из птиц пары нежно касается партнёра клювом и кладёт голову ему на плечо — со стороны это выглядит так, будто пингвины обнимаются. Когда танец заканчивается, самка ложится на землю спиной вверх, принимая приглашающую позу. Самец взбирается ей на спину, и птицы спариваются. Спаривание длится примерно 4-6 с, после чего самец съезжает с самки. Танец и спаривание повторяются много раз.
В ноябре—январе самка откладывает единственное яйцо себе на лапы и прикрывает его складкой на брюхе, которая играет роль наседного пятна, характерного для многих птиц. Затем в насиживание включается и самец. Характерная особенность размножения королевских пингвинов состоит в том, что выживают в основном птенцы из яиц, отложенных в ноябре и декабре. Остальные птенцы, из более поздних кладок, вырасти не успевают и гибнут зимой. Взрослые птицы, чьи птенцы погибли, в следующий раз начинают откладывать яйца раньше. А те, чьи птенцы успешно выросли, в следующий раз начинают откладывать яйца позже, и следующие их птенцы не выживают.

## Королевский пингвин и человек
|  | Сэр Нильс Улаф — королевский пингвин, посвящённый в рыцари и произведённый в чин генерал-майора Королевской гвардии Норвегии, живущий в зоопарке Эдинбурга |

Пингвинов, чьи гнездовья расположены в доступных для человека местах, моряки убивали начиная с XVIII века. Бесконтрольное истребление этих птиц на некоторых островах продолжалось вплоть до 1918 года — тогда численность некоторых колоний снизилась до критического уровня. Сегодня благодаря многолетним мерам охраны численность королевских пингвинов на всех островах полностью восстановлена, так что их охранный статус определяется как «Вызвающие наименьшие опасения». Но ситуация может измениться к худшему, если начнётся новая волна.